# Sólo un momento (álbum de Vicentico)
Sólo un momento es el cuarto disco de estudio del cantante y compositor argentino Vicentico, en su etapa como solista. A mediados de mayo, el disco fue certificado doble platino por CAPIF por superar las 80 000 copias vendidas. En 2011 se lanza una nueva edición del mismo álbum, con el bonus track "Paisaje" (canción de Franco Simone, grabada por Vicentico para el film argentino "Viudas") y que incluye un DVD registrado en el Luna Park, con 5 canciones de la presentación oficial del disco ese año.

## Lista de canciones
| N.º   | Título                   | Escritor(es)                                        | Duración |  |
| 1.    | «Ya no te quiero»        | Vicentico                                           | 3:19     |  |
| 2.    | «Sólo un momento»        | Vicentico · Cachorro López                          | 3:57     |  |
| 3.    | «Viento»                 | Vicentico                                           | 3:04     |  |
| 4.    | «La carta»               | Vicentico · Cachorro López                          | 4:02     |  |
| 5.    | «Cobarde»                | Vicentico                                           | 3:02     |  |
| 6.    | «El rey del rock & roll» | Vicentico                                           | 2:47     |  |
| 7.    | «Morir a tu lado»        | Vicentico · Cachorro López                          | 4:00     |  |
| 8.    | «Escondido»              | Vicentico · Cachorro López                          | 3:22     |  |
| 9.    | «Sabor a nada»           | Palito Ortega · Dino Ramos                          | 3:52     |  |
| 10.   | «El pacto»               | Vicentico                                           | 4:12     |  |
| 11.   | «Luca»                   | Vicentico                                           | 3:26     |  |
| 12.   | «El otro»                | Vicentico                                           | 3:15     |  |
| 13.   | «Paisaje» (Bonus Track)  | Franco Simone Adapt. al español: Giorgio Di Lorenzo | 3:42     |  |
| 46:18 |                          |                                                     |          |  |